# Leigh Barczewski
Leigh Francis Barczewski (Milwaukee, 25 de dezembro de 1955) é um ex-ciclista olímpico norte-americano. Representou sua nação na prova de velocidade nos Jogos Olímpicos de Verão de 1976, em Montreal.